# Leopold (książę Salerno)
Leopold (ur. 2 lipca 1790 w Neapolu, zm. 10 marca 1851 tamże) – książę Salerno, syn Ferdynanda I i Marii Karoliny, córki cesarzowej Marii Teresy.
28 lipca 1816 w Wiedniu ożenił się ze swoją siostrzenicą – arcyksiężniczką Klementyną Habsburg, córką cesarza Franciszka II  i Marii Teresy Sycylijskiej. Leopold i Klementyna mieli czworo dzieci, ale jedynie córka Maria Karolina przeżyła dzieciństwo:
- córka (ur. 1819, zm. 1819)
- księżniczka Maria Karolina Augusta Burbon-Sycylijska (ur. 1822, zm. 1869)

∞ Henryk Orleański, książę Aumale
- książę Ludwik Karol Burbon-Sycylijski (ur. 1824, zm. 1824)
- córka (ur. 1829, zm. 1829)